# Camisola

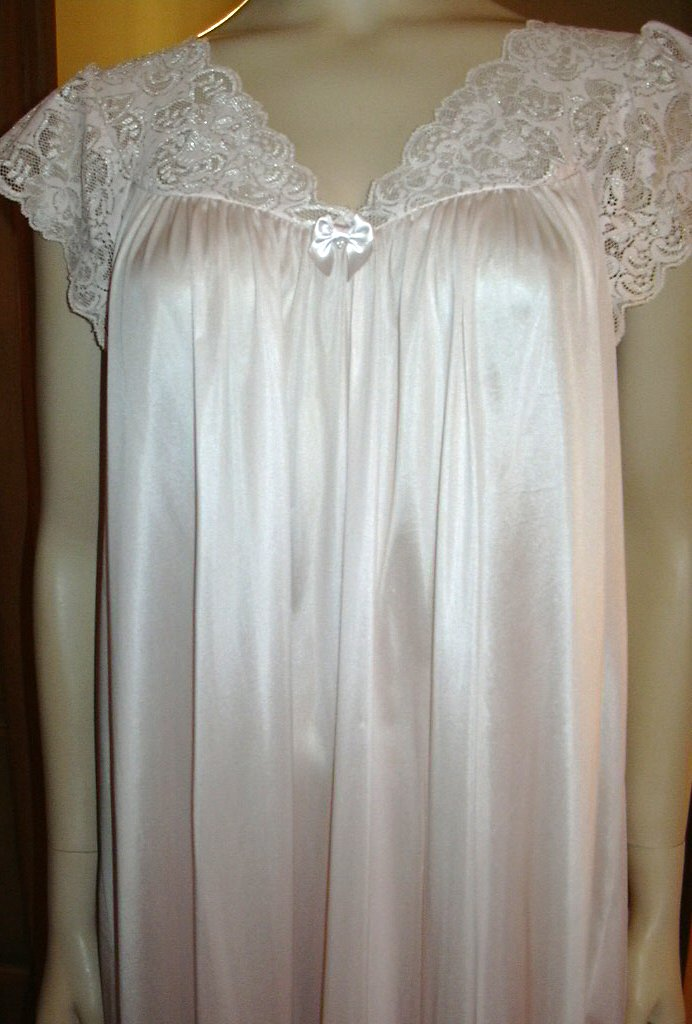
Manequim vestindo camisola de seda enfeitada com rendas

A camisola (português brasileiro) ou camisa de dormir (português europeu) é uma peça de vestuário utilizada pelas mulheres para dormir. De observar que, em Portugal, o termo "camisola" designa normalmente uma suéter, mas pode também referir-se a qualquer outra roupa justa para o tronco, como uma t-shirt.
O seu comprimento pode variar, podendo ser mais curto (babydoll) ou até aos pés. Pode ser fabricada em algodão, seda, cetim ou nylon, assim como enfeitada com detalhes, como renda e bordados.
No Brasil, a camisola é utilizada com a imagem de um vestido, onde é possível receber visitas em casa sem se preocupar em estar com um "pijama", já a camisola para gestante, é uma praticidade dos tempos atuais, onde a mulher que está em fase de aleitamento materno, tem condições de abrir um simples fecho na camisola e amamentar o neném, sem ter que tirar ou mesmo abaixar as alças da peça, o que traz muito conforto.
Existe também camisolas mais sensuais, onde a transparência e os decotes são mais visados.